# Solecismo
Solecismo  é uma inadequação na estrutura sintática da frase com relação à gramática normativa do idioma. É um vício de linguagem.

## Exemplos

### Erros de concordância
- haviam muitos clientes (correto = havia muitos clientes)
- a gente vamos (correto = a gente vai)
- fazem dois meses (correto = faz dois meses)

### Erros de regência
- assisti o filme (correto = assisti ao filme)
- sempre obedeci o diretor (correto = sempre obedeci ao diretor)
- vamos no cinema (correto = vamos ao cinema)

### Erros de colocação pronominal
- não realizei-te (correto = não te realizei)
- foi ele quem realizou-me (correto = foi ele quem me realizou)
- realizarei-te um milagre (correto = realizar-te-ei um milagre)